# داني ريوس
داني ريوس (بالإسبانية: Danny Ríos)‏ هو لاعب كرة قاعدة إسباني، ولد في 11 نوفمبر 1972 في مدريد في إسبانيا.

## وصلات خارجية
- داني ريوس على موقع دوري كرة القاعدة الرئيسي (الإنجليزية)
- داني ريوس على موقع الدوري الياباني لكرة القاعدة (الإنجليزية)
- داني ريوس على موقع دوري كوريا الجنوبية لكرة القاعدة (الإنجليزية)
- داني ريوس على موقعبيزبول رفرنس.كوم (الدوري الرئيسي) (الإنجليزية)
- داني ريوس على موقعبيزبول رفرنس.كوم (الدوري الثانوي) (الإنجليزية)
- داني ريوس على موقع إي إس بي إن.كوم (أم.أل.بي) (الإنجليزية)
- داني ريوس على موقع مشجعي الرسوم البيانية (الإنجليزية)
- داني ريوس على موقع AS.com (الإسبانية)